# Arctia flavobasalis
Arctia flavobasalis är en fjärilsart som beskrevs av Statt. 1934. Arctia flavobasalis ingår i släktet Arctia och familjen björnspinnare. Inga underarter finns listade i Catalogue of Life.